# سیارک ۷۴۵۶
سیارک ۷۴۵۶ (به انگلیسی: 7456 Doressoundiram، نامگذاری:1982OD) هفت هزار و چهارصد و پنجاه و ششمین سیارک کشف شده‌است که در ۱۷ ژوئیه ۱۹۸۲ کشف شد.
قدر مطلق سیارک برابر ۱۳٫۱۰ است.